# Eriborus obscurus
Eriborus obscurus är en stekelart som beskrevs av Horstmann 1987. Eriborus obscurus ingår i släktet Eriborus och familjen brokparasitsteklar. Inga underarter finns listade i Catalogue of Life.